# Rymill Coast

Wybrzeże na mapie Półwyspu Antarktycznego

Rymill Coast – część zachodniego wybrzeża Ziemi Palmera na Półwyspie Antarktycznym, pomiędzy Fallières Coast a Wybrzeżem Englisha. Od zachodu przylega do niego Cieśnina Jerzego VI.
Granice tego wybrzeża wyznaczają przylądek Cape Jeremy i nunataki Buttress. Wybrzeże częściowo sfotografował z powietrza Lincoln Ellsworth 23 listopada 1935 roku. Dalsze badania prowadziły Brytyjska Ekspedycja do Ziemi Grahama (BGLE, ang. British Graham Land Expedition) w październiku i listopadzie 1936 roku oraz Falkland Islands Dependencies Survey w latach 1948–1950. Zdjęcia lotnicze wybrzeża uzupełniła kolejna ekspedycja pod dowództwem Finna Ronne w 1947 i U.S. Navy w 1966. Wybrzeże zostało nazwane przez Komitet doradczy ds. nazewnictwa Antarktyki na cześć Johna Rymilla, australijskiego dowódcy BGLE.